# Patricius
A patriciusok az ókori Róma nemesi uralkodó osztályának tagjai. A kései Római Birodalomban a patriciusi rangot magas rangú vezetőknek adományozták.
A 12. századtól kezdve Nyugat-Európában a középkori városi vezető réteg. A magyarországi patríciusok német földről érkeztek a 14. században, akik pár generáció alatt elszegényedtek vagy beolvadtak a nemesek közé.
A török háborúk után továbbra is laktak patriciusok az ország városaiban; ekkor a patricius a városi, nem nemes, általában kereskedő polgárság régen meggyökeresedett, gazdag, tekintélyes családjaiból származó, a polgárság legfelsőbb rétegéhez tartozó személy volt. Pesten több jómódú családdal találkozunk, amely a török korszak után kezdett felemelkedni és a 20. század felére, több nemzedéken keresztül jelentős szerepet játszott a város és az ország történetében; a legismertebb római katolikus belvárosi patricius családok között található: a Kölber, Rupp, Topits, Stowasser, Unger, Prückler, Lechner, és Lenz családok. Bács-Bodrog vármegyében például a Rohrbachról származó híres és igen jómódú Lelbach család is ismert az Osztrák–Magyar Monarchia alatti terjedelmes földbirtokai és kereskedő üzemei után.
A patricius (gyakori írásmódja patrícius) szó a latin patrēs (jelentése atyák) szóból származik.

## A patricius réteg
A patriciátus Róma etruszk királyai idején lovas nemességként jött létre a leggazdagabb hagyományos földművelő családok fejeiből, ők adták az uralkodó lovas kíséretét. Erre emlékeztettek a későbbi korok patríciusainak a státusszimbólumai, lovas jelvényei is.
A korai Rómában a patriciusok származásuk, valamint a gazdasági és társadalmi életben betöltött szerepük, kiváltságaik révén zárt rendet alkottak. A jövevények közül legfeljebb néhány olyan előkelő kerülhetett be ebbe a nemességbe, akik hazájukban is az arisztokrácia soraiba tartoztak. A plebeiusokkal folytatott társadalmi küzdelmek megindulása után a patriciusok még szorosabban tömörültek.
A patriciusok hatalmának alapja földbirtokuk és állatállományuk volt. Gazdasági helyzetükre jellemző, hogy hátaslovaik költségeit, és takarmányát a közösségtől, azaz az egyébként adómentességet élvező özvegyektől és árváktói követelték meg. E korban – és még sokáig, a késő középkorig – a katonai vállalkozások egyik fontos célja a zsákmányszerzés volt, és ennek nagy része őket illette. Háború esetén ők adták a katonai vezetést, egészen a nehézgyalogságból álló phalanx megjelenéséig. A clienseikből álló csapataik élén vonultak hadba. A politikai életet is ők uralták, mivel a népgyűléseken klieneseik tömegével együtt léptek fel.
Rendi jelvényeik a következők voltak: az aranygyűrű (anulus aureus), a tunicán viselt bíborsáv, a rövid lovasköpeny, a szíjakkal fűzött csizmaszerűen magas cipő, valamint a nemes fémből készült díszkorongok (phalerae), amelyek eredetileg a lovasfelszereléshez tartoztak.
A Római Köztársaság kezdetén a patriciusok az állam irányító csoportját képezték. Patriciusnak születni kellett, család szerint öröklődött. A patriciusok állításuk szerint családfájukat egészen Ancus Martiusig vissza tudták vezetni, és szoros kötelék fűzte őket a szenátus tagjaihoz is. Minden elöljáró patricius származású volt, egyikük sem kerülhetett ki plebeius családból. A házasság patriciusok és plebeiusok között tilos volt, a kereskedelem úgyszintén.
Idővel az ellentét a két osztály között egyre jobban elmélyült és a patriciusok a hatalmuk feladására kényszerültek. I. e. 494-ben létrehozták a néptribunusi hivatalt a plebeiusok érdekeinek védelmére, patricius nem tölthette be ezt a tisztséget. I. e. 320-ban minden elöljárói pozíció nyitva állt a plebeiusok számára is és a különbség a patriciusok és a plebeiusok között kezdett elhalványulni. Emellett, mivel a patriciusi cím öröklődött és egyre kevesebb új patricius család alakult ki, a patricius családok száma egyre csökkent.
A Római Köztársaság vége felé, az i. e. 1. században a gazdag plebeius családok lassan integrálódtak a római elitbe és a patriciusi cím csupán presztízs értékűvé vált. Ez akkor vált teljesen nyilvánvalóvá, amikor i. e. 59-ben a patricius származású Publius Clodius Pulchert egy (nála csupán 1 évvel fiatalabb) plebeius adoptálta, hogy a tribunusi hivatalra pályázhasson. Egy a néhány csupán patriciusok számára fenntartott hivatal a Rex Sacrorum volt, amely elméletileg a legmagasabb beosztású pap, aki a régi római királyok vallásos feladatait voltak hivatottak ellátni. Gyakorlatban azonban e hivatal fölött állt a pontifex maximus, aki nem feltétlenül volt patricius származású.

## A patricius rang
A Római Birodalom korában a patriciusi rang, ahogyan az a Köztársaság korában értelmezve volt, megszűnt létezni. Constantinus császár újra bevezettette ezt a fogalmat, patriciusi címet adományozott azoknak, akik hűségüket bizonyították a birodalomért. Általában csupán néhány patricius létezett a birodalomban egy adott időben és előfordult, hogy csak egyetlenegy. Az 5. században nyugaton ez a titulus azt illette meg, aki segített az imperiális trón hatalmát megtartani, általában a római csapatok főparancsnokát. Ezen kor patriciusai Stilicho, III. Constantius, Aëtius, Bonifacius és Ricimer. A patricius megnevezést a Római Birodalom hanyatlása után Nyugat-Európában is használták, például a pápa III. Pipin frank uralkodónak adományozta ezt a címet. Keleten, ahol a császárok megtartották hatalmukat, ezt a titulust a megbecsülés kinyilvánítására használták, egészen amíg a görög fel nem váltotta a latint mint hivatalos nyelv.